# Eva Gouel
Eva Gouel (nascuda Marcelle Humbert; 1885 - 14 de desembre de 1915) va ser la segona companya i musa de Pablo Picasso durant l'època cubista, entre 1911 i 1915.

## Biografia
Picasso va conèixer Eva Gouel a la tardor de 1911, després de separar-se de Fernande Olivier, i va iniciar una relació amb ella el 1912, fins llavors parella de Louis Marcoussis. En algun dels seus quadres cubistes l'anomena "ma jolie", pres d'una cançó popular francesa. El 10 de març de 1913 va ser amb Eva Gouel a Ceret. El 2 de maig, en va morir-se-li el pare, Picasso va viatjar fins a Barcelona, Eva el va anar a buscar i després van tornar a Ceret. Aquell mateix any, Picasso es va veure afligit de febre tifoidal o disenteria, la qual va estar a punt de costar-li la vida i el va obligar a guardar llit durant un mes.
Al desembre de 1915, Eva Gouel va morir de tuberculosi o càncer de gola, en una clínica d'Auteuil. Picasso va fer referència a aquest fet en una de les seves pintures titulant-la L'Enfer. La mort Gouel va comportar un gran dolor per a l'artista, el qual va arribar a afirmar en una carta a Gertrude Stein que "la seva vida és un infern". Encara que a la tardor de 1915 comencés un idil·li amb Gabrielle Lapeyre, que després es convertiria en la senyora de Lespinasse, amb la qual es veia a Saint-Tropez; amb Irène Lagut, veïna i confident; amb Elvira Paladini, coneguda com a You-Youi, i amb una tal Émilienne Pâquerette, la model més coneguda del moment; van ser relacions que Picasso va mantenir simultàniament entre 1916 i 1917.